# Каринцев, Иннокентий Александрович
Иннокентий Александрович Каринцев (род. 12 января 1949, Сарапул, Удмуртская АССР) — советский и российский тренер по биатлону. Заслуженный тренер России, судья международной категории, доцент, тренер сборной Пермского края.

## Биография
Родился 12 января 1949 года в городе Сарапул Удмуртской АССР. С 1973 года работает в области в области физической культуры и спорта, преподаёт в Чайковском государственном институте физической культуры (кафедра теории и методики лыжных гонок и биатлона). С 1992 года — президент Федерации биатлона города Чайковский. Занимался развитием биатлона в Пермском крае. В 1998 году по его инициативе в Чайковском слал проводиться этап Кубка Европы. В 1999 году Каринцеву было присвоено звание «Заслуженный тренер России». В 2004 и 2008 годах Союз биатлонистов России присуждал Каринцеву звание звание «Лучший тренер России по биатлону». В 2007 году получил звание доцента. С 2013 года — начальник лыжно-биатлонного комплекса. В том же 2013 году стал «Почётным гражданином города Чайковский».
За свою тренерскую карьеру подготовил свыше 30 биатлонистов — мастеров спорта, 5 мастеров спорта международного класса и 2 заслуженных мастеров спорта. Среди воспитанников Каринцева — победители и призёры российских и международных соревнований Екатерина Юрьева, Сергей Клячин, Наталья Бурдыга, Сергей Коновалов, Александр Печёнкин и Наталья Гербулова.

## Сочинения
- Каринцев И. А. Подготовка квалифицированных биатлонисток: [монография]. / И. Я. Каринцев, В. Н. Чумаков. — Чайковский: Чайковский ГИФК. 2006. — 118 с.